# Tim Thorogood
Timothy Rupert Thorogood (nacido el 15 de mayo de 1962), más conocido como "Tim" Thorogood, es un administrador británico que entre enero de 2008 y febrero de 2012 se desempeñó como Jefe del Ejecutivo de las Islas Malvinas.
Thorogood nació en Barbados y pasó mucho tiempo cuando era niño en las Malvinas, donde su padre trabajaba en Cable & Wireless. En 1983, recibió una maestría en Historia por la Universidad de Cambridge antes de ir a obtener una maestría en educación, un MBA y un doctorado en Management por la Open University.
Después de dejar la Universidad, Thorogood trabajó en una escuela secundaria en Gosport, Hampshire, convirtiéndose en el jefe del departamento de historia. Luego trabajó en el gobierno local en Hertfordshire y Londres. En marzo de 2003 fue nombrado presidente ejecutivo del Consejo de Swansea en el sur de Gales, pero se vio obligado a dimitir en 2006 después de una vulneración de la normativa de planificación.
En agosto de 2007, Thorogood fue seleccionado por la Asamblea Legislativa de las islas Malvinas para ser el nuevo Jefe Ejecutivo del archipiélago. Asumió el cargo el 3 de enero de 2008. Durante su etapa, el Gobierno de las Islas Malvinas aumento de la inversión en la búsqueda de hidrocarburos en las aguas que rodean las islas. En 2011, Thorogood anunció que se retiraría de las Malvinas por razones familiares. Que dejó el cargo en 2012 y fue reemplazado por el director de Finanzas, Keith Padgett.